# St George’s Hall w Bradford
St George’s Hall w Bradford – wiktoriańska sala koncertowa z połowy XIX wieku zlokalizowana w angielskim mieście Bradford w hrabstwie West Yorkshire przy Bridge Street, w pobliżu dworca kolejowego Bradford Interchange. Stanowi zabytek stopnia II*.

## Historia
Sala została zbudowana w latach 1851–1853 z inicjatywy burmistrza Bradford, Samuela Smitha. Była pomyślana jako miejsce, w którym mieszkańcy miasta mogli mieć kontakt z najlepszej jakości muzyką i rozrywką. Zaprojektowali ją Henry Francis Lockwood i William Mawson.
W historii obiektu wystąpili w nim m.in.: Fisk Jubilee Singers, Dizzie Gillespie, Paul Robeson, Rosetta Tharpe, Big Mama Thornton, Bronski Beat, Erasure, Sandi Toksvig, Alan Carr, David Bowie, Marc Bolan z T. Rex, Freddie Mercury z Queen (pierwsza światowa trasa koncertowa), Metallica, Bon Jovi, Take That, Bastille, The Courteeners, Mumford & Sons, Paul Weller, Jools Holland & Morrissey, Sarah Millican, Jimmy Carr, Billy Connolly i Jason Manford. W latach 2016–2019 sala była remontowana. Mieści obecnie 1500 osób. Podczas gali ponownego otwarcia wystąpili m.in. Beverley Knight, Sarah Millican, Collabro i Escala. Oprócz artystów muzycznych budynek gościł m.in. Charlesa Dickensa, Winstona Churchilla i Harry’ego Houdiniego.

## Architektura
Budowa sali była pierwszym dużym zamówieniem publicznym spółki Lockwooda i Mawsona. Obiekt ma formę późnoklasycystycznej świątyni. Wykonano go z ciosów piaskowcowych pozyskanych z kamieniołomów w pobliżu Leeds. Parter, traktowany jako wysokie podium, jest boniowany, podkreślony profilowanym gzymsem, w które wkomponowane są imposty. Okna antresoli flankują duże, karbowane konsole z girlandami, które jednocześnie podtrzymują pełne belkowanie. Frontowy portyk reprezentuje porządek kompozytowy z pilastrami w narożach. Elewacja w granicach portyku jest dziewięcioosiowa. Silnie akcentowane jest naroże budynku.

## Galeria

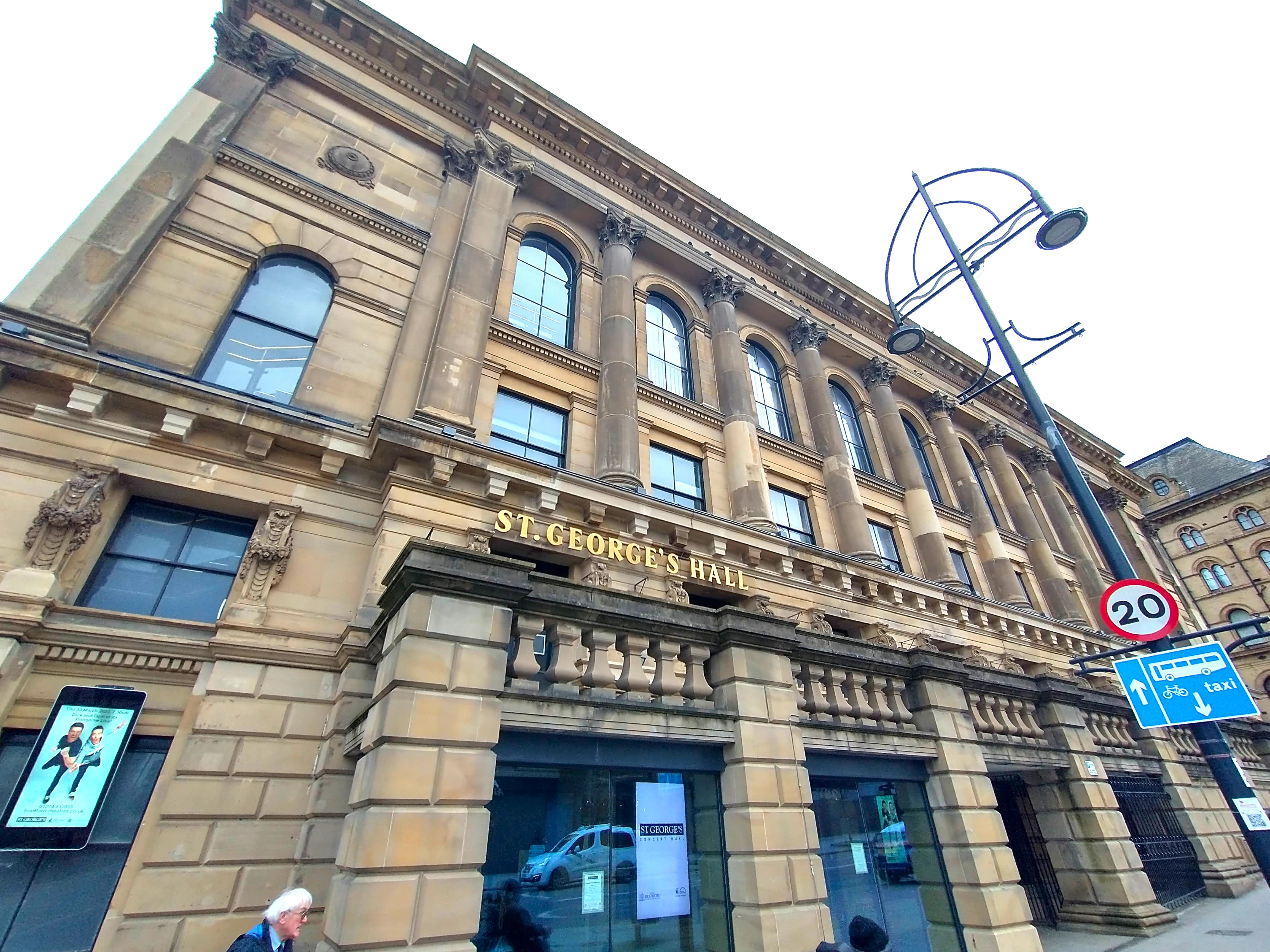
Elewacja wejściowa
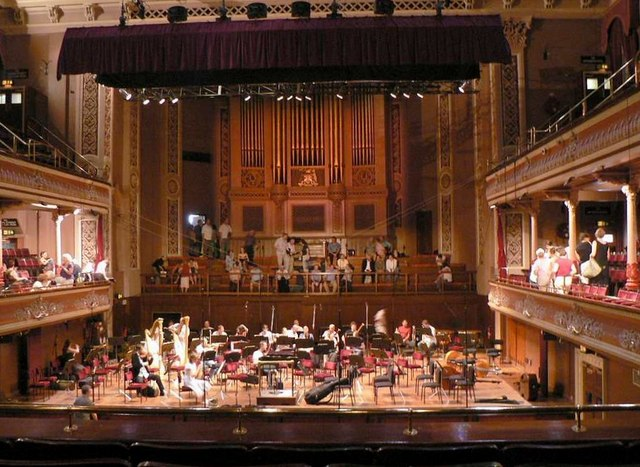
Wnętrze sali
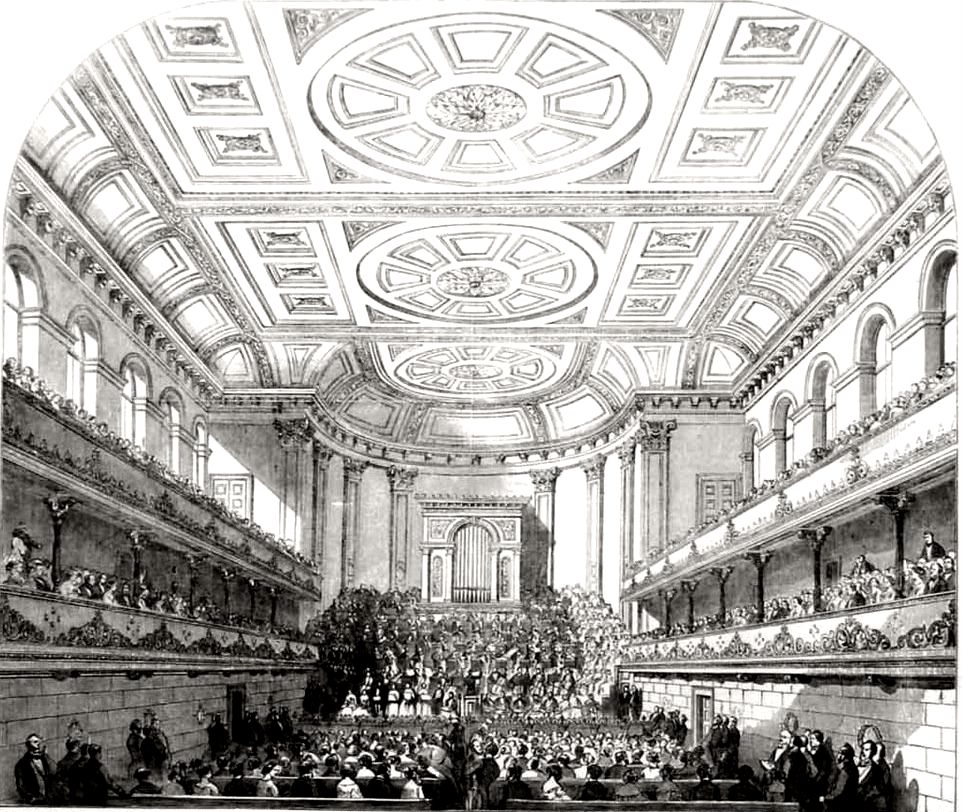
Koncert w 1853 roku